# فرومغناطیس
فِِرومغناطیس (به انگلیسی: Ferromagnetism) پدیده‌ای است که در آن اتم‌های یک ماده همه با هم میدان مغناطیسی‌شان را در یک راستا قرار می‌دهند و در نتیجه ماده به‌طور طبیعی خاصیت آهنربایی پیدا می‌کند. در بیشتر مواد، میدان‌های مغناطیسی کوچک اتم‌ها در جهت‌های گوناگون قرار می‌گیرند و اثر یکدیگر را خنثی می‌کنند، اما در مواد فرومغناطیس مثل آهن، کبالت و نیکل، این میدان‌های کوچک تمایل دارند هم‌جهت شوند. وقتی این اتفاق می‌افتد، نیروی مغناطیسی کل ماده بسیار قوی می‌شود و می‌تواند مانند یک آهنربا عمل کند.
ویژگی جالب این پدیده این است که اگر چنین ماده‌ای در یک میدان مغناطیسی قرار بگیرد، میدان اتم‌ها به‌طور منظم‌تر هم‌جهت می‌شوند و خاصیت آهنربایی آن بیشتر می‌شود. حتی وقتی میدان خارجی برداشته شود، ماده تا حد زیادی آهنربا باقی می‌ماند. به همین دلیل است که آهن می‌تواند آهنربا شود و برای ساخت آهنرباهای دائمی از مواد فرومغناطیس استفاده می‌کنیم.
در تعریفی دیگر، فرومغناطیس به پدیدهٔ ایجاد گشتاور مغناطیسی موازی در اثر برهم‌کنش تبادلی در دماهای پایین‌تر از نقطهٔ بحرانی (دمای کوری Tc) گفته می‌شود.
موادی که این خاصیت را داشته باشند، فِرّومَگنِت نامیده می‌شوند. این مواد می‌توانند در نبودِ میدان خارجی، مغناطش خودبخودی (Ms) غیر صفر داشته باشند. این مقدار در دمای صفر مطلق به بیشترین میزان خود رسیده و در دمای کوری به صفر می‌رسد.
فرومغناطیسیم سازوکاری اساسی است که توسط آن مواد خاص (مانند آهن) آهن‌ربای دائمی می‌شوند یا به آهن‌ربا جذب می‌شوند. در فیزیک، چندین نوع مختلف از خاصیت مغناطیسی وجود دارد. فرومغناطیس قوی‌ترین نوع است، تنها نوعی است که به اندازهٔ کافی قوی است تا حس شود و باعث پدیده‌های مغناطیسی در زندگی روزمره شود؛ یکی از نمونه‌ها، آهن‌ربای یخچال است.
همهٔ آهن‌رباهای دائم (موادی که می‌توانند توسط یک میدان مغناطیسی خارجی مغناطیسی شوند و بعد از حذف میدان مغناطیسی خارجی آهن‌ربا باقی بمانند) فرومغناطیس سخت هستند، به طوری که مواد دیگر به آن‌ها جذب می‌شوند.
از لحاظ تاریخی، کلمه فرومغناطیس برای هر ماده‌ای که بتواند خود به خود مغناطیسی شود به کار می‌رود: موادی که گشتاور مغناطیسی در غیاب میدان مغناطیسی خارجی در آن‌ها ایجاد می‌شود. این تعریف اجمالی هنوز در حالت کلی برقرار است. اخیراً گونه‌های مختلف مغناطش خود به خودی شناسایی شده‌اند [نیازمند منبع] زمانی که بیش از یک یون مغناطیسی در هر سلول ابتدایی از مواد وجود دارد، منجر به تعریف سختگیرانه تری از "فرو مغناطیسی " می‌شود که وجه تمایز با فری مغناطیس را باعث می‌شود. مواد "فرومغناطیسی" در این معنا. در هر یک از واحدهای مغناطیسی وجود دارد. اگر بعضی از یون‌های مغناطیسی از تفریق خالص مغناطیسی (اگر آن‌ها تا حدی ضد تراز باشند)، ماده فری مغناطیس است. اگر این نیروهای تراز و ناتراز با هم در تعادل قرار بگیرند به طوری که خاصیت مغناطیسی نداشته باشند این ماده ضد فری مغناطیس است. تمامی تأثیر تراز شدن تنها در دمای زیر دمای بحرانی معینی به نام دمای کوری (برای فرو مغناطیس و فری مغناطیس‌ها) یا درجه حرارت Néel (برای ضد فرومغناطیس‌ها) رخ می‌دهد.

Ferromagnetic ordering of microscopic magnets (the گشتاور مغناطیسیs of individual particles).

در میان تحقیقات اولیه بر روی فرو مغناطیس‌ها می‌شود به تلاش‌های پیشگامانهٔ الکساندر استولتف برای اندازه‌گیری تراوایی مغناطیسی فرو مغناطیس‌ها که با منحنی استولتف شناخته می‌شود، اشاره کرد.

## مواد فرو مغناطیسی
| ماده      | دمای کوری (کلوین) |
| --------- | ----------------- |
| Co        | ۱۳۸۸              |
| Fe        | ۱۰۴۳              |
| FeOFe2O3* | ۸۵۸               |
| NiOFe2O3* | ۸۵۸               |
| CuOFe2O3* | ۷۲۸               |
| MgOFe2O3* | ۷۱۳               |
| MnBi      | ۶۳۰               |
| Ni        | ۶۲۷               |
| MnSb      | ۵۸۷               |
| MnOFe2O3* | ۵۷۳               |
| Y3Fe5O12* | ۵۶۰               |
| CrO2      | ۳۸۶               |
| MnAs      | ۳۱۸               |
| Gd        | ۲۹۲               |
| Dy        | ۸۸                |
| EuO       | ۶۹                |

عده ای از مواد کریستالی وجود دارد که خاصیت فرومغناطیسی از خود نشان می‌دهند. جدول زیر لیست از بعضی از آنها، همراه با دمای کوری خود، درجه حرارتی که بالاتر از آن خاصیت مغناطیسی خود به خودی را دارند، نشان می‌دهد.
فرومغناطیسی تنها یک خاصیت ترکیب شیمیایی مواد نیست بلکه به ساختار بلوری و ساختار میکروسکوپی نیز بستگی دارد. آلیاژهای فلزی فرومغناطیسی وجود دارد که اجزای آن‌ها خود فرومغناطیسی نیستند؛ که به آن‌ها آلیاژهای فریتس هاسلر می‌گویند.
همچنین می‌توان مواد آمورف (غیر بلوری) را نیز بواسطه ی سرد کردن بسیار سریع (کوینچ کردن) از آلیاژ مایع فرومغناطیسی کرد. این مزیت را که خواص آن‌ها در حدود ایزوتروپیک (در امتداد محور کریستال تراز نیست) می‌توان ایجاد کرد؛ این نتایج در ضد پسماند پایین، از دست دادن پسماند کم، نفوذپذیری بالا، مقاومت الکتریکی. بالا بدست می‌آید. از این مواد می‌توان به آلیاژهای انتقالی و آلیاژهای ضد فلزی (معمولاً آهن، کبالت یا نیکل) ویا ترکیبات شبه فلزی (بور، کربن، سیلیسیم، فسفر یا آلومینیوم) با نقطه ذوب پایین اشاره نمود.

## فرومغناطیس‌های آکتنیدی
تعدادی از ترکیبات آکتینیدی در دمای اتاق فرومغناطیسی هستند یا زیر دمای کوری به فرومغناطیس تبدیل می‌شوند.
TC)PuP) یک ماده اکتنیدی است که در دمای اتاق پارامغناطیس است و تقارن مکعبی دارد، اما پس از خنک شدن،وقتی که تا زیر دمای کوری سرد شود دستخوش اعوجاج شبکه چهاروجهی می‌شود. Tc = 125 K و دارای محور کریستالی <۱۰۰> خواهد بود، پس:
(c – a)/a = –(۳۱ ± ۱) × 10−4
برای NpFe2 که دارای محور کریستالی <۱۱۱> است بالای ۵۰۰درجه کلوین مکعبی و پارامغناطیس خواهد بود و داریم:
(c – a)/a = –(۱۲۰ ± ۵) × 10−4)
که بیشترین تنش را در ترکیبات آکتنیدی داراست.

## گاز لیتیم
در سال ۲۰۰۹، گروهی از فیزیکدانان MIT نشان دادند که گاز لیتیم که به کمتر از ۱ کلوین سرد شده‌است می‌تواند خاصیت فرومغناطیسی از خود نشان دهد. [۵] این گروه لیتیوم – ۶ را به کمتر از ۱۵۰ میلیاردم ۱ کلوین بالای صفر مطلق با استفاده از خنک‌کننده لیزر مادون قرمز رساندند. این برای اولین بار بود که خاصیت فرو مغناطیسی در گازها نشان داده می‌شد.

## توضیحات
خاصیت فرومغناطیسی به دلیل نفوذ مستقیم دو اثر از مکانیک کوانتومی: اسپین و اصل طرد پائولی ایجاد می‌شود.

## علت مغناطیسی‌شدن
یکی از ویژگی‌های اساسی الکترون (بر اساس این که حامل بار است) این است که می‌تواند یک گشتاور دوقطبی داشته باشد. (الکترون همانند یک آهن‌ربای کوچک عمل می‌کند) این گشتاور دوقطبی از ویژگی‌های اساسی‌تر که اسپین مکانیک کوانتومی دارد ناشی می‌شود. طبیعت مکانیک کوانتومی موجب می‌شود اسپین ذاتی الکترون در یک میدان مغناطیسی تنها در دو حالت قرار بگیرد: به طرف بالا یا پایین. اسپین الکترون‌ها در اتم‌ها منشأ اصلی خاصیت فرومغناطیسی است اگرچه در آن اندازه حرکت زاویه‌ای اوربیتالی الکترون نسبت به هسته نیز تأثیرگذار است.
زمانی که این دوقطبی‌های کوچک در یک جهت به خط می‌شوند، میدان مغناطیسی آن‌ها با هم جمع شده و سبب ایجاد یک میدان ماکروسکوپی قابل اندازه‌گیری می‌شود. با این حال در موادی با لایهٔ الکترون پرشده، گشتاور دوقطبی کل الکترون‌ها صفر است چرا که اسپین جفت الکترون‌ها بالا و پایین است بنابراین تنها موادی با لایه الکترونی نیمه پر شده (اسپین جفت نشده) می‌توانند یک گشتاور مغناطیسی خالص داشته باشند و دارای خاصیت فرومغناطیسی باشند. بنابر قانون هوند، اولین الکترون‌ها تمایل دارند اسپین یکسانی داشته باشند بنابراین گشتاور دوقطبی کل افزایش می‌یابد. این دوقطبی‌های جفت نشده تمایل دارند به موازات یک میدان مغناطیسی خارجی به خط شوند، اثری که پارامغناطیس نامیده می‌شود. این در حالی است که فورمغناطیس یک پدیده اضافی را در بر می‌گیرد: دوقطبی‌ها تمایل دارند (حتی زمانی که هیچ میدان مغناطیسی اعمال نمی‌شود) به صورت خودبخودی بخط شوند، که این امر آهن‌ربایی شدن خودبخودی را افزایش می‌دهد.

## تبادل متقابل
با توجه به الکترومغناطیس کلاسیک، دو دوقطبی مغناطیسی تمایل دارند در جهت مخالف تراز شوند، بنابراین میدان مغناطیسی خود را از یک دیگر دور یا حذف می‌کنند. با این حال در بعضی مواد فرومغناطیسی، آن‌ها تمایل دارند در جهت اثر کوانتوم مکانیکی به نام تبادل متقابل تراز شوند.
اصل طرد پائولی می‌گوید که دو الکترون با اسپین یکسان نمی‌تواند «موقعیت» یکسانی داشته باشند؛ بنابراین، تحت شرایط خاصی، هنگامی که اوربیتال الکترون‌های ظرفیتی بیرونی جفت نشده باشند از اتم‌های مجاور همپوشانی شده و توزیع بار الکتریکی خود را متوازن می‌سازند.
این کاهش انرژی الکترواستاتیک از اسپین الکترون‌ها است. پس اسپین موازی با ثبات تر است. به عبارت ساده، الکترون‌ها که یکدیگر را دفع می‌کنند، می‌تواند «با فاصله بیشتری» با تراز کردن اسپین خود، حرکت کنند، پس این اسپین الکترون‌ها تمایل به ردیف شدن دارند. این تفاوت در انرژی تبادل انرژی نامیده می‌شود.
تبادل متقابل همچنین باعث انواع دیگر قرارگیری خود بخودی در مواد جامد مغناطیسی، فرومغناطیسی و فری مغناطیسی می‌شود. در اغلب فرو مغناطیس‌ها تبادل متقابل بسیار قوی تر از رقابت دو قطبی است. به عنوان مثال، در آهن (Fe) آن در حدود ۱۰۰۰ برابر قوی تر از تعامل دو قطبی است؛ بنابراین در زیر دمای کوری عملاً تمامی دو قطبی‌ها در مواد فرومغناطیسی در تراز وسط قرار دارند.

## دامنه مغناطیسی
موارد بالا به نظر می‌رسد نشان می‌دهد که هر قطعه از مواد فرومغناطیسی باید میدان مغناطیسی قوی داشته باشد، ولی آهن و دیگر فرومغناطیسی‌ها در بعضی از مواقع در جایگاه نامغناطیسی یافت می‌شود.
دلیل این امر این است که یک قطعه فرومغناطیسی به بسیاری از حوزه‌های کوچک مغناطیسی (که به نام حوزه‌های Weiss شناخته می‌شوند) تقسیم می‌شود. در هر دامنه، اسپین‌ها هم ردیف هستند اما، اگر اسپین حوزه‌های متمایز، متفاوت باشد جسم میدان مغناطیسی قوی ای نخواهد داشت.
ساختار میکروسکوپی حوزه‌های Weiss
مواد فرومغناطیسی خود به خود به حوزه‌های مغناطیسی تقسیم می‌شوند زیرا که سطح انرژی پایین‌تری دارد. در مسافت‌های طولانی (بعد از هزاران یون) انرژی تبادل شده از دو قطبی کلاسیک نا ترازپیشی می‌گیرد. مرز بین دو حوزه، که در آن خاصیت مغناطیسی افول می‌کند، دیوارهٔ حوزه نامیده می‌شود (به عنوان مثال، دیوار Néel/Bloch، بسته به اینکه آیا مغناطیسی شدن موازی / عمود بر رابط دامنه است) انتقال تدریجی در مقیاس اتمی خواهد بود. (پوشش فاصله در حدود ۳۰۰ یون در آهن)
این اثر توسط Barkhausen نشان داده شده‌است: زمانی که میدان مغناطیسی تغییر می‌کند، تغییرات مغناطیسی در هزاران جهش کوچک ناپیوسته ناگهانی دیواره به عیوب قبلی می‌چسبد. این مغناطیسی شدن را می‌توان به عنوان یک تابع از میدان‌های خارجی توسط منحنی hysteresis توصیف کرد. اگر چه این حالت دامنه تراز است حداقل انرژی پیکربندی بسیار پایداراست و مشاهده شده‌است که برای میلیون‌ها سال در آهن مغناطیسی seafloor همسو شده توسط میدان مغناطیسی زمین باقی می‌ماند.

## دمای کوری
وقتی که درجه حرارت افزایش می‌یابد، حرکت حرارتی، یا آنتروپی با گرایش فرومغناطیسی برای دو قطبی تر شدن رقابت می‌کند. هنگامی که درجه حرارت بالا می‌رود فراتر از نقطه خاصی به نام دمای کوری، انتقال فاز دومی وجود دارد که سیستم دیگر نمی‌تواند خاصیت مغناطیسی خودجوش خود را حفظ کند، گرچه آن پاسخ پارامغناطیسی به میدان خارجی است. دمای کوری خود یک نقطهٔ بحرانی است، که در آن حساسیت مغناطیسی بی‌نهایت است، اگر چه هیچ خاصیت مغناطیسی خالصی وجود ندارد، ولی دامنه‌ها همبستگی نوسان‌ها در تمام مقیاس‌ها را خواستارند.
مطالعه انتقال فاز فرومغناطیسی، به ویژه از طریق مدل اسپینی Ising، تأثیر مهمی در توسعه فیزیک آماری داشته‌است، ابتدا به وضوح نشان داده شد که تئوری موفق به پیش‌بینی رفتار درست در نقطه بحرانی نیست (که شامل کلاس جهانی که در بر گیرنده بسیاری از سیستم‌های دیگر از قبیل انتقال گاز- مایع است) و باید گروه دیگری از نظریه‌های عادی ساز را جایگزین کرد.